# Schloss Steinburg (Würzburg)

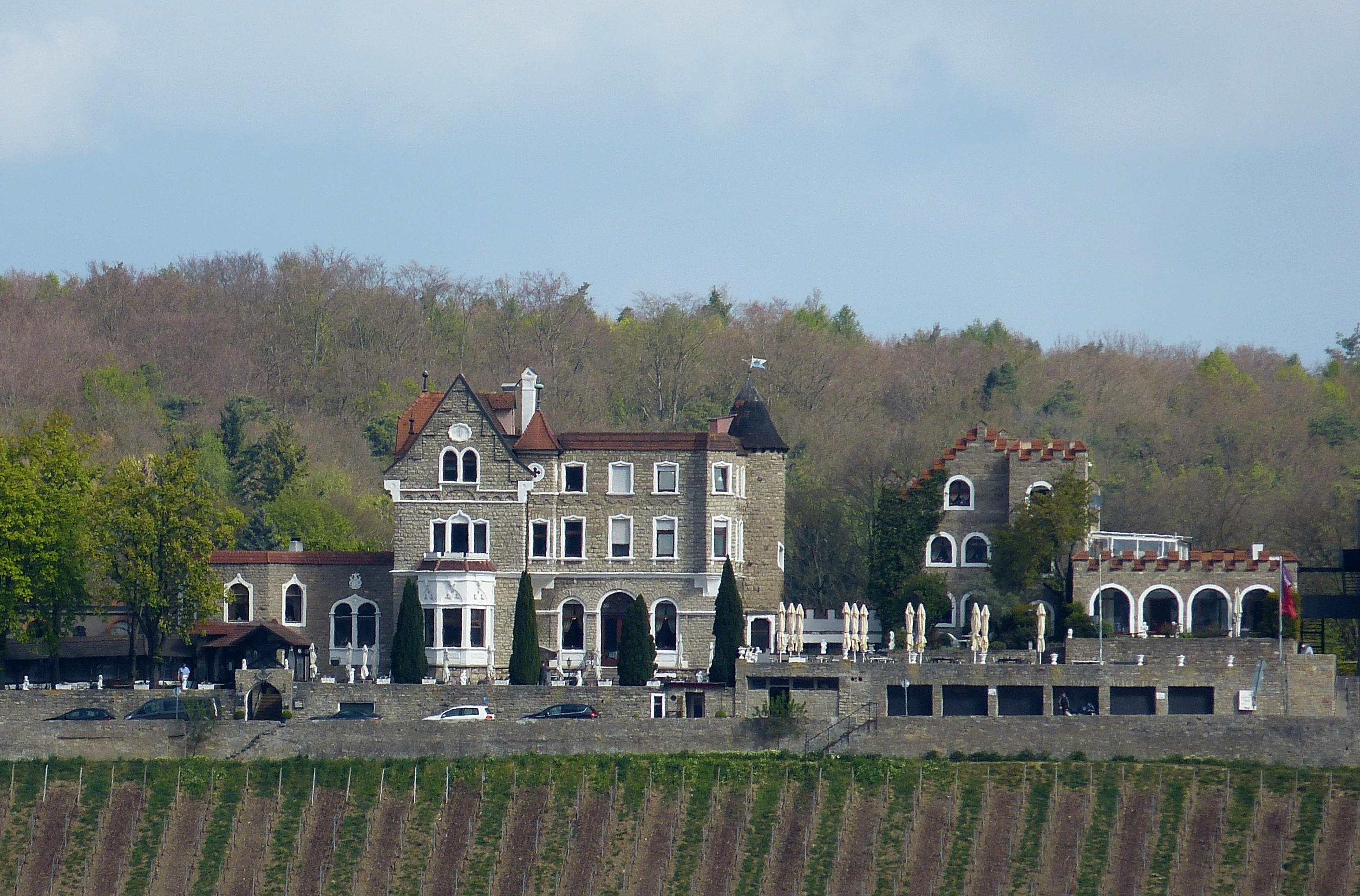
Schloss Steinburg auf dem Würzburger Stein

Schloss Steinburg ist ein historistisches Gebäude aus dem 19. Jahrhundert oberhalb der bekannten Weinlage Würzburger Stein im Würzburger Stadtbezirk Grombühl. Es dient heute als Schlosshotel.

## Geschichte
Auf dem Steinberg gab es zur Regierungszeit Irings von Reinstein (1254–1265) wohl eine hohenlohische Burg, die als castrum in lapide bezeichnet wurde. Ihr war keine lange Lebensdauer beschieden und sie wurde um 1356 zerstört. Schloss Steinburg wurde Ende des 19. Jahrhunderts angeblich auf deren Grundmauern errichtet. Das ehemals als Künstlergesellschaftshaus der Würzburger Künstlervereinigung „Roßperger“ genutzte Gebäude liegt oberhalb vom Würzburger Stein, einem der bekanntesten Weinlagen Frankens. Der dreigeschossige Bau wurde vom Würzburger Architekten und Bauunternehmer Andreas Pfannes in einem gotisierenden Stil in den Jahren 1897/98 errichtet. Der Weinhändler Kommerzienrat J. W. Meuschel kaufte die Burg um 1900 und bezeichnete sie fortan als „Schloss Steinburg“. Im Dritten Reich zwangsversteigert, ging das Gebäude zunächst an die Bürgerspitalstiftung. Noch im selben Jahr erwarb Hans Bezold die Steinburg und beauftragte den Architekten Adolf Spiegel mit einer baulichen Vereinfachung und Neugestaltung. Seit 1958 ist Schloss Steinburg ein Hotel. Die Familie Bezold führte bis 1986 zahlreiche Veränderungen und Erweiterungen durch. Im Juni 2012 wurde das Schlosshotel im Osten um das moderne Veranstaltungs- und Tagungszentrum „Refugium“ erweitert.

## Baubeschreibung

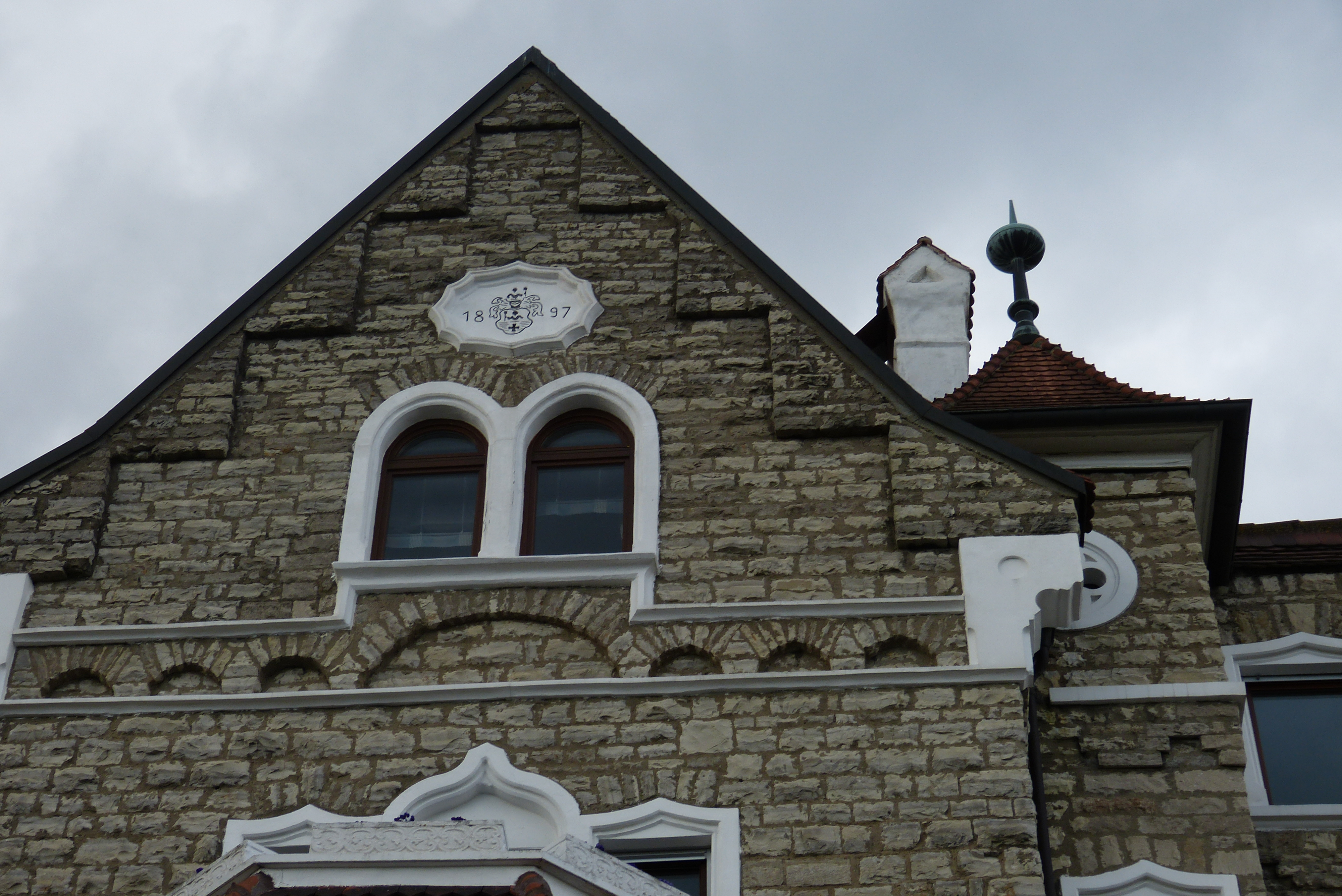
Details am Giebel des Satteldaches vom Haupthaus mit Biforium und Wappenkartusche mit der Jahreszahl 1897

Schloss Steinburg ist ein geschütztes Baudenkmal mit der Aktennummer D-6-63-000-363, die Baubeschreibung des Bayerischen Landesamts für Denkmalpflege lautet:
- dreigeschossiger Konglomeratsbau mit Risaliten, Erkern und Turmbauten sowie mit Satteldach, Krüppelwalmdach und auf den Türmen Kegel- bzw. Pyramidendach, Kalksteinbossenmauerwerk, gotisierend, Andreas Pfannes, 1897/98, Vereinfachung 1937